# سوچا (بویاکا)
سوچا (انگلیسی: Socha)یک منطقه مسکونی در کشور کلمبیا است.